# 里見義正
里見義正（1862年—1928年3月27日），臺灣日治時期官員。明治三十二年（1899年）任新竹辨務署長，兩年後（1901年）因官制改革而成為新竹廳長，後於明治四十二年（1909年）時去職。